# イ・ドヒョン
イ・ドヒョン（朝: 이도현、1995年4月11日 - ）は、韓国の俳優。YUE HUA Entertainment所属。

## 経歴
2017年にtvNのテレビドラマ『刑務所のルールブック』で俳優デビュー。
2019年には、ケーブルテレビで最も評価の高い韓国ドラマの1つとなったテレビドラマ『ホテルデルーナ』に出演。また同年、tvNのテレビドラマ『偉大なショー〜恋も公約も守ります！〜』に特別出演した。
2020年に『18アゲイン』で初の主役を務め、2009年のアメリカ映画『17アゲイン』ではコ・ウヨン役を演じた。この作品で『第57回百想芸術大賞』で「TV部門新人俳優賞」を受賞した。
2021年には、KBS2TVのテレビドラマ『五月の青春』に出演。同年年7月8日に、tvNドラマ『メランコリア』にイム・スジョンとともに出演することが発表された。

## 出演

### テレビドラマ
- 刑務所のルールブック（2017年、tvN） - イ・ジュノ（青年期） 役
- 30だけど17です（2018年、SBS） - トン・へボム 役
- とにかくアツく掃除しろ! 〜恋した彼は潔癖王子!?〜（2019年、JTBC） - キル・オドル 役[2]
- ホテルデルーナ（2019年、tvN） - コ・チョンミョン 役[3]
- 偉大なショー〜恋も公約も守ります！〜（2019年、tvN） - ウィ・デハン（青年期） 役
- スカウティングレポート（2019年、KBS2） - クァク・ジェウォン 役[4]
- Sweet Home〜俺と世界の絶望〜（2020年、Netflix） - イ・ウニョク 役[5]
- 18アゲイン（2020年、JTBC） - コ・ウヨン 役[6]
- 五月の青春（2021年、KBS2） - ファン・ヒテ 役[7]
- 怪物（2021年、JTBC）-イ・ドンシク（青年期）役  特別出演
- メランコリア（2021年、tvN）- ペク・スンユ 役[8]
- ザ・グローリー 〜輝かしき復讐〜（2022年、Netflix） - チュ・ヨジョン 役[9]
- 良くも、悪くも、だって母親（2023年、JTBC） - チェ・ガンホ 役[10]
- もうすぐ死にます（2023年-2024年、TVING） - チャン・ゴンウ 役

### 映画
- Summer Night（2017年） - イム・ソジン 役
- 破墓/パミョ（2024年） - ボンギル 役

### バラエティ
- tvN楽しさ展（2019年、tvN）[11]
- ランニングマン（2020年、SBS）[12]
- 知ってるお兄さん（2020年、JTBC）[13]

## 雑誌
- 「GRAZIA」2019年12月号[14]
- 「Esquire」2020年2月号[15]
- 「1st Look」2020年12月号[16]
- 「ELLE」2021年1月号[17]
- 「@star1」2021年1月号
- 「DAZED」2021年5月号[18]
- 「Allure Korea」2021年8月号[19]

## 賞とノミネート

### 受賞
- 2019年「KBS演技大賞 連作・単発ドラマ賞」（『スカウティングレポート』）
- 2020年「大韓民国ファーストブランドアワード 新人俳優賞」（『18アゲイン』）
- 2021年「APANスターアワード 新人俳優賞」（『18アゲイン』）[20]
- 2021年「第57回百想芸術大賞 TV部門 新人俳優賞」（『18アゲイン』）[21]
- 2021年「2021今年のブランド大賞  男優(ライジングスター)部門」
- 2021年「第6回Asia Artist Awards 俳優部門 新人賞」
- 2021年「Asian Academy Creative Awards 最優秀助演男優賞」  （『Sweet Home〜俺と世界の絶望〜』）
- 2021年「KBS演技大賞 ベストカップル賞」  （『五月の青春』）
- 2021年「KBS演技大賞 男性最優秀演技賞」  （『五月の青春』）

### ノミネート
- 2018年「SBS演技大賞 今年のキャラクター賞」（『30だけど17です』）
- 2020年「アジアアーティストアワード 人気俳優賞」